# Владимир Дзурила
Владимир „Владо” Дзурила (слч. Vladimír „Vlado“ Dzurilla; Братислава, 2. август 1942 − Диселдорф, 25. јул 1995) био је чехословачки и словачки хокејаш на леду, троструки светски првак и освајач олимпијских медаља. Играо је на позицији голмана.
Посмртно је уврштен у чланство Хокејашке куће славних ИИХФ-а 1998, Словачке куће славних хокеја на леду 2002. и Чешке куће славних хокеја на леду од 2010. године.